# Asarum intermedium
Asarum intermedium är en piprankeväxtart som först beskrevs av Carl Anton von Meyer, och fick sitt nu gällande namn av Grossheim. Asarum intermedium ingår i släktet hasselörter, och familjen piprankeväxter. Inga underarter finns listade i Catalogue of Life.